# Эужениу, Педру
Педру Мигел Пина Эужениу (порт. Pedro Miguel Pina Eugénio; род. 26 июня 1990, Фару, Фару) — португальский футболист, полузащитник.

## Карьера
Футбольную карьеру начал в 2009 году в составе клуба «Мессиненсе».
В 2012 году перешёл в «Берое».
В 2014 году играл за «Фаренсе».
В 2015 году подписал контракт с клубом «Черно море».
В 2017 году вернулся в «Берое».
В 2020 году стал игроком казахстанского клуба «Жетысу».

## Достижения

### Командные
Берое
- Обладатель Кубка Болгарии: 2012/13
- Обладатель Суперкубка Болгарии: 2013

«Астана»
- Чемпион Казахстана: 2022
- Серебряный призёр чемпионата Казахстана: 2021

### Личные
- Лучший бомбардир чемпионата Казахстана: 2022 (18 голов)

## Клубная статистика
| Игровая карьера | Игровая карьера  | Игровая карьера | Лига | Лига | Кубок | Кубок | Межд. | Межд. | Др. | Др. |
| --------------- | ---------------- | --------------- | ---- | ---- | ----- | ----- | ----- | ----- | --- | --- |
| 2018/19         | Алтай            | Б               | 13   | 1    | 3     | 2     | —     | —     | —   | —   |
| 2018/19         | Берое            | А               | 15   | 4    | 1     | 1     | —     | —     | —   | —   |
| 2019/20         | Берое            | А               | 14   | 3    | 1     | 1     | —     | —     | —   | —   |
| 2020            | Жетысу           | А               | 18   | 5    | —     | —     | —     | —     | —   | —   |
| 2021            | Тараз            | А               | 18   | 7    | —     | —     | —     | —     | —   | —   |
| 2021            | Астана           | А               | 4    | 0    | 5     | 0     | 4     | 0     | —   | —   |
| 2022            | Астана           | А               | 25   | 18   | 4     | 6     | 2     | 0     | —   | —   |
| 2022/23         | Аль-Адала        | А               | 14   | 4    | —     | —     | —     | —     | —   | —   |
| 2024            | Атырау           | А               | 8    | 2    | 3     | 2     | —     | —     | —   | —   |
| 2024            | Тобол (Костанай) | А               | 6    | 0    | —     | —     | —     | —     | —   | —   |